# Liste der Schweizer Botschafter in Peru
Schweizer Botschafter in Peru.

## Missionschefs
- 1884–1895 Robert Weiss, Honorarkonsul
- 1907–1913 Louis Maurer, Honorarkonsul
- 1913–1919 Theodor Huldreich Thomann, Honorarkonsul
- 1922–1946 Severino Marcionelli, Honorarkonsul, nachher Honorargeneralkonsul
- 1945–1960 Hans Adolf Berger, Konsul, ab 1957 Botschafter
- 1961–1965 René Faessler
- 1965–1969 Hansjörg Hess
- 1969–1976 William Frei
- 1976–1980 Henri Béglé
- 1980–1984 Luciano Mordasini
- 1984–1989 Gérard Fonjallaz
- 1989–1992 Sylvia Pauli
- 1993–1998 Marcus Kaiser
- 1998–2003 Eric Martin
- 2003–2008 Beat Loeliger
- 2008–2009 Peter Müller
- 2009–2013 Anne-Pascale Krauer Müller[3]
- 2013–2016 Hans-Ruedi Bortis
- 2016–2021 Markus Alexander Antonietti[4][5]
- seit 2021 Paul Garnier[4]